# Henryk Grzybowski (regionalista)
Henryk Grzybowski (ur. w 1952) – polski przedsiębiorca, samorządowiec, społecznik, historyk i regionalista.
Zastępca burmistrza Polanicy-Zdroju w latach 1997–1998. W 2006 przyznano mu tytuł „Zasłużony dla Polanicy-Zdroju”.
Aktywny uczestnik warsztatów i konferencji historycznych. Autor ponad 50. skatalogowanych artykułów o tematyce regionalnej oraz stu haseł w Popularnej Encyklopedii Ziemi Kłodzkiej, redaktor i autor książki Polanica Zdrój wczoraj i dziś t. 1. (1347–1946) i pomysłodawca tomu 2. (1945–2005). W 2010 współzałożyciel Klubu Rotary w Polanicy-Zdroju, pierwszego klubu rotariańskiego na ziemi kłodzkiej i jego prezydent. Wiceprezes Towarzystwa Miłośników Polanicy (2003–2008), członek komisji rewizyjnej kłodzkiego oddziału PTH, członek Towarzystwa Miłośników Ziemi Kłodzkiej.
Autor apelu i uczestnik działań o zachowanie publicznego charakteru Małego Rynku, jako wiceprezes Polanickiej Izby Gospodarczej współorganizator debat w tej sprawie; także debat kandydatów na urząd burmistrza. Pomysłodawca Kalendarza Polanickiego, autor kalendarium historii Polanicy i wielu artykułów o historii regionu. Jego odkrycia to m.in. identyfikacja książąt-patronów polanickich źródeł, historia pałacu w Wolanach, pobyt Luksemburczyków na ziemi kłodzkiej w czasie II wojny światowej. W swoich badaniach zlokalizował prawdopodobne miejsce położenia Fortu w Szalejowie Górnym i ustalił położenie Baterii nad Pasterką.
Uczestnik projektu Synagoga reviva związanego z upamiętnieniem Synagogi w Kłodzku i nocy pogromu w Kłodzku w 1938. Członek redakcji miesięcznika „Ziemia Kłodzka”.

## Niektóre publikacje
Książki
- Polanica Zdrój wczoraj i dziś. T. 1, Księga pamiątkowa 1347–1946; wybór, red. i oprac. rozszerzonego i uzupełnionego wydania polskiego Henryk Grzybowski, Nowa Ruda 2006[2]. ISBN 978-83-88842-95-5.
- Polanica – czas, przestrzeń, architektura, współautor albumu, 2008, ISBN 978-83-60478-49-3.
- Georg Wenzel jako kronikarz dziejów Polanicy-Zdroju i twórca czasopisma „Altheider Weihnachtsbrief” w: Kultura Ziemi Kłodzkiej: tradycje i współczesność. Edward Białek (red.), Wrocław, 2016[10].
- Altheider Treffen mit Monika Taubitz, w: Dem Land, das ihr sein Wort gab, Dresden-Meersburg-Wangen in Allgäu, Neisse Verlag, 2017, ISBN 978-3-86276-241-5, s. 209–242.
- Owoce książąt i hrabiów ziemi kłodzkiej i ząbkowickiej, w: 150 lat pałacu w Kamieńcu Ząbkowickim, Materiały z konferencji popularnonaukowej, Jerzy Organiściak (red.), Kamieniec Ząbkowicki 2024, s. 35–50. ISBN 978-83-66996-22-9.
- Popularna Encyklopedia Ziemi Kłodzkiej, członek redakcji
- Kalendarium historii Polanicy 1347–2010
- Z biegiem dni… Z biegiem lat… Z kart historii Polanicy-Zdroju. Ludzie i wydarzenia 1347–2016 (E. Wojciechowski, H. Grzybowski, projekt graf. Jan Stypuła), 2017 (OCLC 1036700098)

Artykuły
- Paul Matting, burmistrz sukcesu i czasu wojny. „Ziemia Kłodzka”, 2011, nr 204[11]
- Bateria nad Pasterką – zapomniana kłodzka fortyfikacja. Powstanie i charakterystyka, „Ziemia Kłodzka”. 2013, nr 226, maj 2013[12]
- Fort Oberschwedelsdorf w Szalejowie Górnym – nieznany fort ziemi kłodzkiej, „Ziemia Kłodzka” 2011, nr 205, s. 30–31
- Hirschfelder i inni, „Ziemia Kłodzka” 2010, nr 198, s. 28
- Właściciele pałacu na Wolanach i zaskakujące losy ich potomków, „Ziemia Kłodzka”, nr 187, październik 2009, s. 23–30
- Oni wszyscy z Wolan, „Gazeta Prowincjonalna Ziemi Kłodzkiej” nr 6–15/2008[13][14][15][16][17][18][19]
- Polanica Zdrój w starych fotografiach. Ładny album, brzydkie obyczaje, „Nieregularnik Polanicki” 1 (12)/2007, Towarzystwo Miłośników Polanicy, s. 12–14[20]
- Od fontanny do… źródła, czyli Krótka historia pomników w Polanicy, „Ziemia Kłodzka”, nr 237, kwiecień 2014[21].
- Historia polanickich źródeł, „Nieregularnik Polanicki”, nr 2 (7)/2004[22]
- Historia kościoła i parafii ewangelickiej w Polanicy Zdroju, „Nieregularnik Polanicki” 2005, nr 1 (9), s. 31
- Tradycje lotnicze ziemi kłodzkiej. Cz. 1. Balony, sterowce i szybowce do 1945 roku, „Rocznik Ziemi Kłodzkiej”, tom XXVI, 2021, Towarzystwo Miłośników Ziemi Kłodzkiej[23]
- Historia i działalność Towarzystwa Miłośników Ziemi Kłodzkiej. 1947–2024, „Rocznik Ziemi Kłodzkiej”, tom XXX, 2025, Towarzystwo Miłośników Ziemi Kłodzkiej[24]